# Сельское поселение Узюково
Сельское поселение Узюково — муниципальное образование в Ставропольском районе Самарской области.
Административный центр — село Узюково.

## История
Статус и границы сельского поселения установлены Законом Самарской области от 28 февраля 2005 года № 67-ГД «Об образовании сельских поселений в пределах муниципального района Ставропольский Самарской области, наделении их соответствующим статусом и установлении их границ».

## Население
| 2010  | 2012  | 2013  | 2014  | 2015  | 2016  |
| ----- | ----- | ----- | ----- | ----- | ----- |
| 2003  | ↗2189 | ↗2266 | ↗2443 | ↗2621 | ↗2901 |
| 2017  | 2018  | 2019  | 2020  | 2021  |       |
| ↗3078 | ↗3159 | ↗3258 | ↗3348 | ↗3384 |       |

## Состав сельского поселения
В состав сельского поселения Узюково входит 1 населённый пункт:
- село Узюково.